# Podlasie Sokołów Podlaski
MKS Podlasie Sokołów Podlaski – polski klub sportowy, wielosekcyjny, obecnie piłkarski, z siedzibą w Sokołowie Podlaskim. Za datę powstania klubu w Sokołowie Podlaskim przyjęto rok 1936 jako Klub Sportowy "Start" z sekcjami piłki nożnej i piłki siatkowej. Na temat historii klubu "Start" nie zachowały się żadne dokumenty. Datę przyjęto na podstawie przekazów ustnych.

## Sekcja piłki nożnej
- Stadion: ul. Lipowa 54, 08-300 Sokołów Podlaski
  - Pojemność - 575 miejsc (wszystkie siedzące)
  - Oświetlenie - brak
  - Boisko - 104 m x 68 m
- Prezes: Tomasz Seroczyński
- Trener: Przemysław Rodak
- Sukcesy: gra w III lidze i IV lidze
- Nazwy: (1936) KS [Klub Sportowy] Start → (1946) Atak → (1948) ZWM Zryw → (1950) KS Związkowiec [fuzja z Cukrownią] → (1952) Spójnia → (1953) KS Ogniwo → (1961) Sokół → (1975) MLKS Podlasie [fuzja z Cukrownią]
- stan na 26 lutego 2022r.

Piłkarze
- Rafał Szwed - jednokrotny reprezentant Polski

- Adam Czerkas - zawodnik Korony Kolportera Kielce, Odry Wodzisław Śląski i Queens Park Rangers FC
- Grzegorz Krystosiak

### Kadra

#### Bramkarze
- Robert Omondi Jaoko
- Jakub Bieliński

#### Obrońcy
- Dawid Ardej
- Łukasz Skwarek
- Adam Zajonc
- Dominik Barciak
- Kacper Komycz
- Kamil Horowicz
- Dominik Krupa

#### Pomocnicy
- Hubert Fabisiak
- Marcin Siedlecki
- Jakub Jopek
- Daniel Klimczuk
- Alistair
- Michał Pasek
- Dawid Kobus
- Paweł Buczyński
- Łukasz Parzonka
- Mykhailo Davydovskyi
- Kamil Dmowski
- Kamil Wójcik

#### Napastnicy
- Mateusz Omieciuch
- Piotr Domański